# Mesothisa
Mesothisa là một chi bướm đêm thuộc họ Geometridae.